# Marcilly-sur-Eure
Marcilly-sur-Eure is een gemeente in het Franse departement Eure (regio Normandië). De plaats maakt deel uit van het arrondissement Évreux. Marcilly-sur-Eure telde op 1 januari 2022 1.611 inwoners.

## Geografie
De oppervlakte van Marcilly-sur-Eure bedroeg op 1 januari 2022 15,48 vierkante kilometer; de bevolkingsdichtheid was toen 104,1 inwoners per km².

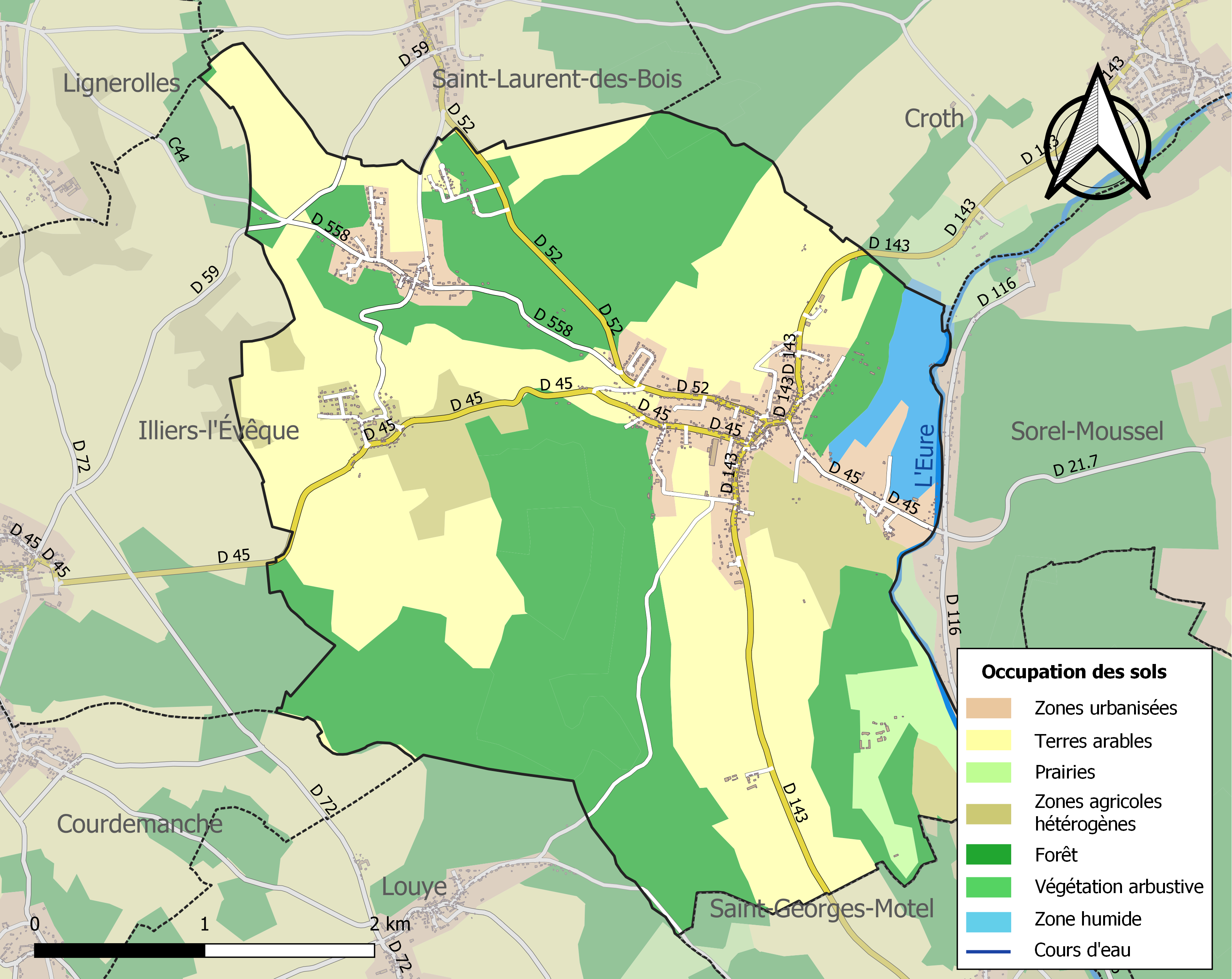
Kaart van de gemeente met belangrijkste infrastructuur, bodemgebruik en omliggende gemeenten

## Demografie
Onderstaande figuur toont het verloop van het inwonertal (bron: INSEE-tellingen).